# دیوید ویلر
دیوید جان ویلر FRS (به انگلیسی: David John Wheeler) (۹ فوریه ۱۹۲۷–۱۳ دسامبر ۲۰۰۴) دانشمند کامپیوتر و استاد علوم کامپیوتر در دانشگاه کمبریج بود.

## تحصیلات
ویلر در بیرمنگام، انگلیس، دومین فرزند از سه فرزند (اگنس) مارجوری، همسر گودجون و آرتور ویلر، سازنده ابزار مطبوعات، مهندس و صاحب یک شرکت کوچک مغازه متولد شد. وی در یک مدرسه ابتدایی محلی در بیرمنگام تحصیل کرد و پس از برنده شدن در بورس تحصیلی در سال ۱۹۳۸ به مدرسه پسرانه King Edward VI Camp Hill رفت. تحصیلات وی با جنگ جهانی دوم مختل شد و تحصیلات ششم خود را در دبیرستان هانلی به پایان رساند. در سال ۱۹۴۵ وی با بورسیه تحصیل در رشته ریاضیات کمبریج در کالج ترینیتی، کمبریج به تحصیل پرداخت و در سال ۱۹۴۸ فارغ‌التحصیل شد. وی در سال ۱۹۵۱ موفق به دریافت اولین دکترای علوم کامپیوتر در جهان شد.

## حرفه
مشارکت‌های ویلر در کامپیوتر شامل کار بر روی ماشین حساب خودکار ذخیره‌سازی تأخیر الکترونیکی (EDSAC) در دهه ۱۹۵۰ و تغییر شکل تبدیل باروز-ویلر (چاپ ۱۹۹۴) بود. وی به همراه موریس ویلکس و استنلی گیل، در حدود ۱۹۵۱ به‌عنوان مخترع زیر برنامه (که آنها از آن به عنوان زیرروال بسته) یاد می‌کنند، اعتبار دارد و اولین توضیح را در مورد نحوه طراحی کتابخانه‌های نرم‌افزار ارائه داد. ویلکس مقاله ای را در سال ۱۹۵۳ منتشر کرد و در آن در مورد حالت آدرس‌دهی نسبی برای تسهیل استفاده از زیرروال‌ها بحث کرد.

## زندگی شخصی
در ۲۴ اوت ۱۹۵۷ ویلر با دانشجوی تحقیق اخترفیزیک، جویس مارگارت بلکلر ازدواج کرد. آنها دو دختر و یک پسر داشتند. وی در ۱۳ دسامبر ۲۰۰۴ در حالی که از آزمایشگاه رایانه با دوچرخه سواری برمی‌گشت بر اثر حمله قلبی درگذشت.